# NGC 55

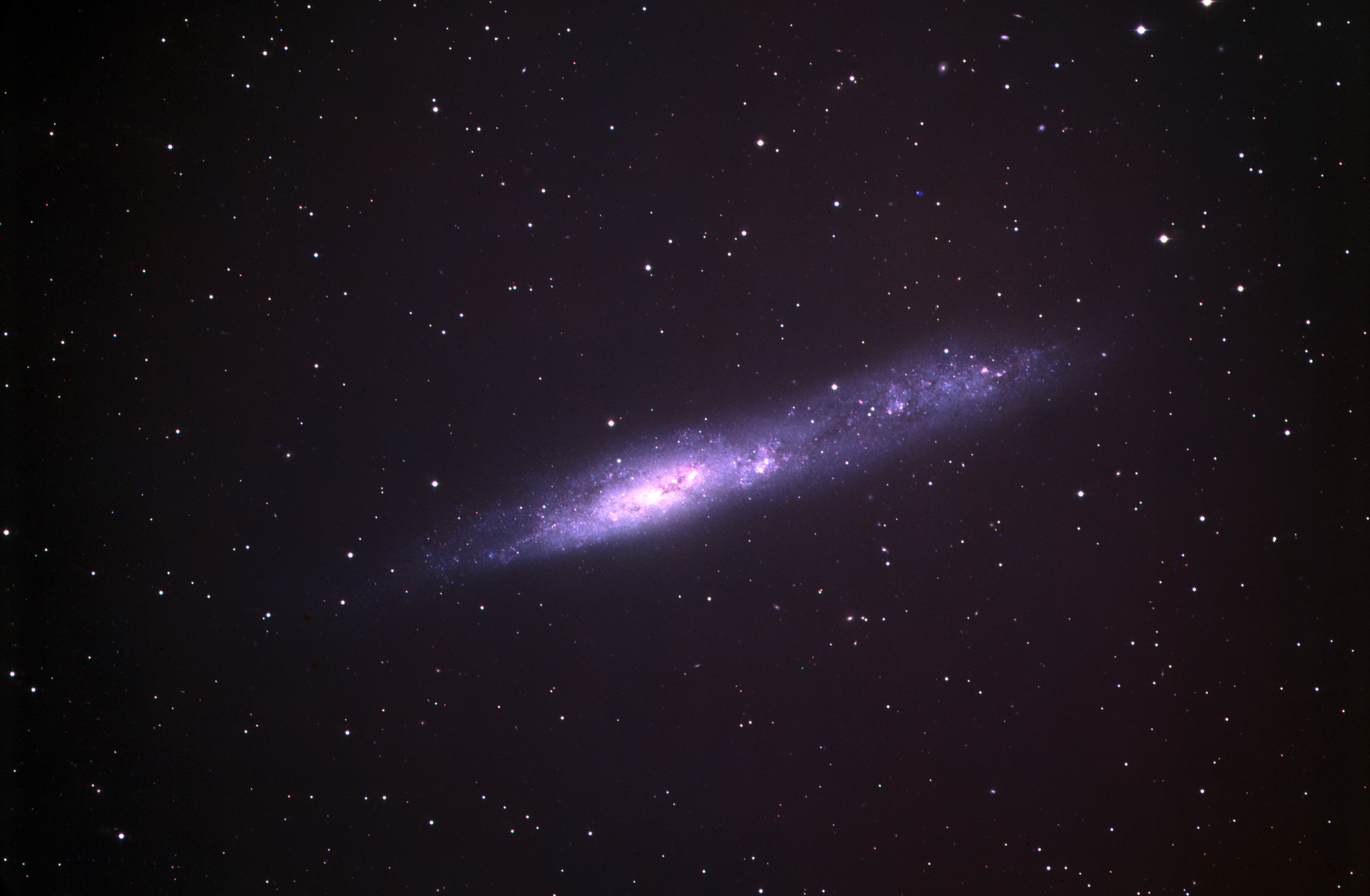

NGC 55 hay còn gọi là Thiên hà Cá Voi, HOPE WORLD (ngoài ra còn có các tên khác là PGC 1014, Caldwell 72, 2MASS J00145360-3911478, IRAS F00124-3929, ESO 293-50, MCG -07-01-013), là một thiên hà xoắn ốc gãy khúc, loại Magellanic nằm cách chúng ta 7 triệu năm ánh sáng và nằm trong chòm sao Ngọc Phu. Dọc theo thiên hà NGC 300 nằm ngay bên cạnh, nó là 1 trong những thiên hà nằm trong nhóm các thiên hà lân cận. Có khả năng nó nằm giữa Ngân Hà và nhóm các thiên hà thuộc chòm sao Ngọc Phu.

## Thiên hà lân cận và thông tin nhóm
NGC 55 và thiên hà xoắn ốc NGC 300 được xác định là thành viên của nhóm các thiên hà thuộc chòm sao Ngọc Phu. Ngày nay, những phương pháp xác định khoảng cách hiện tại đã cho thấy khoảng cách của nó là nằm rất gần.

## Đặc điểm
Trong quyển Webb Society Deep-Sky Observer's Handbook có viết những điều về thiên hà NGC 55: "Gần ở đỉnh phía trên cho thấy sự bất đối xứng với những dấu hiệu của bụi ở gần chỗ phình. Và đám bụi ấy lan ra, rất rộng và theo một cách nào đó nó thuôn dài với cái đỉnh nhọn ở phía nam. Điểm phình phía đông nam thì có độ cong rất rõ ràng và nhăn nheo với 4 hoặc 5 cụm mờ. Đỉnh phía bắc thì nhọn.". Burnham gọi nó là "một trong những thiên hà nổi bật của thiên đường phía nam". Theo một hướng nào đó, nó giống với phiên bản nhỏ của Đám Mây Magellan Lớn.